# Charles Frédéric Krahmer de Bichin
 Charles Frédéric Krahmer de Bichin  (Korbach, 28 juin 1787 - 23 septembre 1830) était un officier de l'artillerie néerlandaise qui combattit pour puis contre Napoléon.

## Début
Il naquit en la principauté de Waldeck.  Il entre au 2e bataillon d'artillerie en 1804 pour la République batave et sert dans l'Armée du nord sous les ordres du maréchal Mortier. Sous le commandement de Milhaud, à la bataille de Friedland, alors que sa batterie avait  épuisé ses munitions, il continue seul à faire tonner son 6 en se ravitaillant à une batterie voisine, ce fait d'armes lui vaut la Légion d'honneur. Alors lieutenant il participet à l'attaque sur Stralsund en août 1808. Alors que le  Royaume de Hollande est intégré à l'Empire, il passe à l’artillerie à pied et comme capitaine le 31 août 1813.  Lors de la Campagne d'Allemagne (1813) il est fait prisonnier  après la bataille de Dresde lors de la capitulation des troupes de la ville, déporté en Hongrie.

## Royaume des Pays-Bas (1815-1830)
Il est ainsi commandant de la 7/8 compagnie d'artillerie à cheval de la nouvelle armée du royaume indépendant; il participe à la bataille de Waterloo sous les ordres de David Chassé, il prendra la relève d'une batterie anglaise à côté de la haye sainte et tirera sur la jeune garde, un tableau en fut l’inspiration . Son unité eut 48 pertes.
Il continue sa carrière militaire notamment par l'invasion de la France et va jusqu'à Paris.
Il est l'auteur des paroles de la musique de l'artillerie à cheval Nous sommes tous de francs lurons. Il prend part à la répression de la révolution belge et est tué dans les rues de Bruxelles le 23 septembre 1830.